# Oğlaksuyu, Tutak
Oğlaksuyu là một xã thuộc huyện Tutak, tỉnh Ağrı, Thổ Nhĩ Kỳ. Dân số thời điểm năm 2011 là 1.481 người.